# Paul Meyer (aviron)
Pour les articles homonymes, voir Paul Meyer et Meyer.
Paul Meyer, né le 23 juillet 1922, est un rameur d'aviron suisse.

## Carrière
Paul Meyer est médaillé de bronze de skiff aux Championnats d'Europe d'aviron 1951 à Mâcon. Il dispute l'épreuve de skiff aux Jeux olympiques d'été de 1952 à Helsinki, où il est éliminé en demi-finales. 